# Basil da Cunha
Basil da Cunha (* 1985 in Morges) ist ein schweizerisch-portugiesischer Filmregisseur und Drehbuchautor.

## Biografie
Basil da Cunha wuchs als Sohn einer Schweizerin und eines Portugiesen in Lausanne auf. Schon als Kind entdeckte Basil da Cunha sein Interesse am Filmemachen: als er 10 Jahre alt war, schenkte ihm sein Vater eine Videokamera.
2008 begann Basil Da Cunha das Filmstudium an der HEAD in Genf. Während des Studiums realisierte er unter anderem den Kurzfilm À Côté, der 2010 für den Schweizer Filmpreis nominiert war, und im selben Jahr am Filmfestival Vila do Conde mit dem Preis für den besten portugiesischen Kurzfilm ausgezeichnet wurde.
Zwischen 2002 und 2009 realisierte er mehrere Kurzfilme, mehrere davon in Eigenproduktion. 2009 wurde er Mitglied der Produktionsfirma Thera Production mit Sitz in Lausanne, mit der er den Kurzfilm La loi du talion umsetzte. Zwei seiner Kurzfilme, Nuvem (2011) und Os vivos tambem choram (2012) wurden in der Sektion Quinzaine des réalisateurs (heute: Quinzaine des cinéastes) am Filmfestival von Cannes uraufgeführt. Auch sein erster langer Spielfilm Até ver a luz feierte 2013 am Filmfestival von Cannes Weltpremiere, ebenfalls in der Sektion Quinzaine des réalisateurs. Sein zweiter langer Spielfilm, O Fim do Mundo, bei dem er ebenfalls als Kameramann tätig war, wurde 2019 im internationalen Wettbewerb des Filmfestivals Locarno uraufgeführt. Vier Jahre später, 2023, war er zurück im Wettbewerb des Locarno Festival mit Manga D'Terra.
Mit dem Kurzdokumentarfilm Nida war Basil da Cunha Teil der Kurzfilmsammlung FUTURA!, die zehn Kurzfilme umfasst und für das Schweizer Fernsehen hergestellt wurde. Sein nächster Kurzdokumentarfilm 2720 feierte im April 2023 Premiere am Filmfestival Visions du Réel, und wird im Mai an den Kurzfilmtagen Oberhausen gezeigt, wo er bereits mit Nuvem neigra vertreten war.
Mehrere seiner Filme hat er in Riboleira, dem kreolischen Viertel Lissabons, gedreht, wo er zeitweise auch wohnte seit er 22 Jahre alt ist. Er arbeitete viel mit Laiendarstellern und -darstellerinnen, die in diesem Quartier leben.
2015 war ihm ein Stipendium der LeenaardsSeit-Stiftung zugesprochen. Seit 2013 ist er auch Lehrbeauftragter an der HEAD Genf.

## Filmografie
- 2009: À côté (Kurzspielfilm)
- 2011: Nuvem (Kurzspielfilm)
- 2012: Os vivos tambem choram (Kurzspielfilm)
- 2012: L’homme est-il bon? (Kurzspielfilm)
- 2013: Até ver a luz
- 2014: Nuvem negra (Kurzdokumentarfilm)
- 2019: O Fim do Mundo
- 2022: Nida (Kurzdokumentarfilm; Teil der Reihe FUTURA!)
- 2023: 2720 (Kurzdokumentarfilm)
- 2023: Manga D'Terra